# Zeist
Zeist és un municipi de la província d'Utrecht, al centre dels Països Baixos. L'1 de gener de 2009 tenia 60.000 habitants repartits per una superfície de 48,64 km² (dels quals 0,14 km² corresponen a aigua).

## Centres de població
| Zeist          | 51.071 |
| Den Dolder     | 3.802  |
| Bosch en Duin  | 2.540  |
| Austerlitz     | 1.525  |
| Huis ter Heide | 1.425  |

## Ajuntament
El consistori municipal consta de 33 membres, format des del 2006 per:
- PvdA, 8 regidors
- VVD, 6 regidors
- CDA, 5 regidors
- GroenLinks, 3 regidors
- D66, 3 regidors
- Seyst.Nu, 3 regidors
- ChristenUnie/SGP, 2 regidors
- SP, 2 regidors
- Leefbaar Zeist, 1 regidor

## Persones il·lustres
- Anthon van Rappard (1858-1892), pintor.
- Willem Pijper (1894-1947), compositor musical.